# 에너지경제신문
에너지경제신문(Energy Economic News)는 1989년 5월 26일에 창간된 대한민국의 신문이다.

## 회사 개요
에너지경제신문(Energy Economic News 약어:에너지경제)은 1989년 5월26일 창간했으며 (주)에너지경제신문사에서 발행하는 온-오프 통합 종합 일간 경제신문이다.
1989년부터 주 1회 오프라인 에너지경제를 발행해 오다 2014년 12월17일 주간신문에서 일간 종합경제신문(ekn.kr)으로 전환하여 주5회 조간신문으로 발행하여 전국 독자에게 배달되고 있다.
정치, 경제, 산업, 금융, 증권, 사회, 문화등의 폭넓은 분야를 취재하여 독자에게 알권리를 충족하고 있으며 특히 에너지, 환경, 경제분야에 대해서 심층적인 분석과 논평을 통해 독자에게 전달하고 있다.
2004년부터 국가 에너지정책에 대한 이해증진을 위해 대한민국 녹색에너지체험전을 매년 전국 중소도시 3지역을 순회로 개최하고 있다.